# Jithu Baby
Jithu Baby (* 1. April 1993 in Payyanur, Kerala) ist ein indischer Leichtathlet, der sich auf den 400-Meter-Lauf spezialisiert hat.

## Sportliche Laufbahn
Erste internationale Erfahrungen sammelte Jithu Baby bei den Commonwealth Games 2014 in Glasgow, bei denen er mit der indischen 4-mal-400-Meter-Staffel im Vorlauf disqualifiziert wurde. Vier Jahre später nahm er ebenfalls mit der Staffel an den Asienspielen in Jakarta teil und gewann dort die Silbermedaille hinter der Mannschaft aus Katar. Auch dort kam er nur im Vorlauf zum Einsatz.

## Persönliche Bestzeiten
- 400 Meter: 46,77 s, 19. September 2018 in Jalahalli